# The Punisher (série de televisão)
The Punisher (Br/Prt: O Justiceiro) é uma série de televisão estadunidense criada para a Netflix por Steve Lightfoot baseada no personagem de mesmo nome, da Marvel Comics. Está situada e partilha dos acontecimentos dos filmes e séries do Universo Cinematográfico Marvel (UCM), sendo também um spin-off de Daredevil. A série é produzida pela Marvel Television em associação com a ABC Studios, com Lightfoot servindo como showrunner.
A série gira em torno de Frank Castle, um ex-fuzileiro naval que usa métodos letais para combater o crime sob a alcunha do vigilante "Justiceiro". Jon Bernthal reprisa seu papel como Castle da série Demolidor. Ben Barnes, Amber Rose Revah e Jason R. Moore também estrelam. Ebon Moss-Bachrach, Daniel Webber, Paul Schulze, Michael Nathanson, Jaime Ray Newman e Deborah Ann Woll se juntam ao elenco da primeira temporada, com Josh Stewart, Floriana Lima e Giorgia Whigham integrando a segunda temporada. Em 2011, a Fox encomendou um episódio piloto para uma série de televisão centrada no Justiceiro, entretanto o projeto não foi adiante. Em junho de 2015, Bernthal foi escalado como o personagem para estrelar na segunda temporada de Demolidor. O desenvolvimento de um spin-off intitulado The Punisher começou em janeiro de 2016, antes do lançamento da segunda temporada de Demolidor. Em abril de 2016, a Marvel e a Netflix encomendaram a série, confirmando o envolvimento de Bernthal, e anunciando Lightfoot como produtor executivo e showrunner. As filmagens da série aconteceram em Nova Iorque.
Todos os episódios da primeira temporada foram lançados em 17 de novembro de 2017. Um mês depois, a série foi renovada para uma segunda temporada. Em 18 de fevereiro de 2019, a série foi cancelada pela Netflix após duas temporadas.

## Premissa
Frank Castle, conhecido em toda a cidade de Nova Iorque como "o Justiceiro" após ter se vingado dos responsáveis pela morte de sua família, revela uma conspiração militar além do que foi feito a ele e sua família.

## Elenco e personagens

### Principal
- Jon Bernthal como Frank Castle / Justiceiro: Um vigilante que visa combater o submundo do crime por qualquer meio necessário, não importando o quão letais sejam as consequências.[4][5] Steven S. DeKnight, o showrunner da primeira temporada de Demolidor, disse que esta versão do Justiceiro seria "a versão completa da Marvel", já que as representações anteriores não apareceram sob a marca da Marvel Studios / Marvel Television.[6] No entanto, Bernthal estudou todas as representações anteriores, dizendo: "uma vez que você devora e consome o máximo que pode, meu jeito é torná-lo o mais pessoal possível". Sobre as semelhança entre Castle e ele, Bernthal disse: "Ele não tem a porra de uma capa. Ele não tem nenhum superpoder. Ele é um maldito pai e marido irritado que está vivendo neste inacreditável mundo de escuridão, perda e tormento."[7] Bernthal acrescentou que haveria "um componente militar" na série, já que Castle é "um soldado ... [A série] será um pouco focada nisso".[8] Ele também afirmou que "o personagem que foi retratado na segunda temporada de Demolidor estava próximo de uma espécie de história de origem sobre como esse cara se tornou o Justiceiro, por que ele colocou o colete." Bernthal também notou que "sempre quis preservar a essência de "Castle", que Bernthal descreveu como "brutal", "danificado" e "torturado", explorando "a dor e o que está por trás da violência e a razão pela qual ele está cometendo a violência" que é "totalmente satisfatório e viciante para ele".[9]
- Ebon Moss-Bachrach como David Lieberman / Micro: Um ex-analista da Agência de Segurança Nacional que ajuda Castle depois de ter fingido sua própria morte.[10][11] Sobre o relacionamento entre Micro e Castle, Moss-Bachrach disse: "Nós nos encontramos com inimigos comuns e é um casamento de conveniência". Moss-Bachrach também achou que a versão dos quadrinhos do personagem era "um pônei de um só truque", fornecendo equipamentos para Castle, mas que o personagem fica "interessante quando o relacionamento fica ruim" e que espera explorar isso na série.[12]
- Ben Barnes como Billy Russo: O ex-melhor amigo de Castle de quando ele serviu na Tropa de Reconhecimento da Marinha dos Estados Unidos. Russo comanda a Anvil, uma empresa militar privada.[10][13]
- Amber Rose Revah como Dinah Madani: Uma agente do Departamento de Segurança Interna iraniana-americana do Afeganistão, que retorna à cidade de Nova Iorque para fazer uma investigação que a leva a cruzar com Castle.[10][14] Revah disse que Madani "se vê como americana – é o que ela é, é o que ela quer proteger, é por isso que ela faz o que faz." Como Madani não é baseada em um personagem de história em quadrinhos, a pesquisa de Revah foi focada no "Departamento de Segurança e como são as coisas para essas pessoas, e os processos lógicos que o personagem estaria passando. Eu acho que, para muitos atores, se você está interpretando alguém das histórias em quadrinhos, você provavelmente sente que tem algum tipo de responsabilidade de representar esse personagem em uma luz que reflete como eles foram representados nos quadrinhos, porque eu não tinha isso, provavelmente me deixaria ser mais flexível quanto a minha representação." Revah falou com os verdadeiros oficiais do Departamento de Segurança, assim como com o povo iraniano, "para autenticar essa parte [do personagem]." Uma espingarda especial foi feita para Revah usar, projetada para sua estatura.[14]
- Daniel Webber como Lewis Wilson: Um jovem veterano lutando com sua nova vida como motorista de táxi. Ele participa de sessões de terapia em grupo com outros militares liderado por Curtis Hoyle.[15][16] Webber sentiu que seu personagem era "um espelho para a jornada de Frank. Esses personagens realmente olham um para o outro e ambos seguem caminhos separados."[17]
- Paul Schulze como William Rawlins: O Diretor de Operações Especiais da CIA, que cruza caminhos com Castle devido a sua permanência no Afeganistão.[15]
- Jason R. Moore como Curtis Hoyle: Um amigo de Castle, é uma das poucas pessoas que sabe que ele está vivo e também é ex-membro da Tropa de Reconhecimento da Marinha dos Estados Unidos, ele se tornou o líder de um grupo de terapia após ter perdido a parte inferior de sua perna esquerda em combate.[15]
- Michael Nathanson como Sam Stein: Um agente do Departamento de Segurança Interna e parceiro de Madani.[15]
- Jaime Ray Newman como Sarah Lieberman: A esposa de David.[15]
- Deborah Ann Woll como Karen Page: Uma repórter do New York Bulletin e ex-assistente de Matt Murdock, que se tornou amiga de Castle depois de trabalhar em seu caso. Woll reprisa seu papel das séries anteriores da Marvel na Netflix.[18][19] Sobre o relacionamento contínuo de Page com Castle, Woll disse: "Frank tem um fraquinho no coração de Karen e, certamente, com a história obscura que Karen tem, há muito poucas pessoas com quem ela pode compartilhar sua autenticidade. Frank é alguém com quem ela poderia potencialmente se abrir totalmente."[8] Ela também acrescentou: "Há algo sobre Frank, onde [Karen] não tem que ter vergonha de seu lado mais escuro e profundo de si mesma. Ela consegue ser mais honesta com ele".
- Josh Stewart como John Pilgrim: Um homem aparentemente calmo mas que é interiormente implacável, que é novamente forçado a utilizar suas habilidades violentas após ter deixado sua vida anterior para trás.[20]
- Floriana Lima como Krista Dumont: Uma psicoterapeuta para militares veteranos.[20]

### Recorrente
- Shohreh Aghdashloo como Farah Madani: a mãe de Dinah que administra uma prática psiquiátrica bem-sucedida.[21][22]
- Jordan Mahome como Isaac Lange: Um veterano militar que frequenta os grupos de apoio de Hoyle.
- Kelli Barrett como Maria Castle: esposa falecida de Castle.[23]
- Aidan Pierce Brennan como Frank Castle Jr.: filho falecido de Castle.[17]
- Nicolette Pierini como Lisa Castle: filha falecida de Castle.
- Ripley Sobo como Leo Lieberman: filha de David e Sarah.[23]
- Kobi Frumer como Zach Lieberman: filho de David e Sarah.[23]
- Tony Plana como Rafael "Rafi" Hernandez: O diretor de operações da Homeland Security e o mentor de Madani.[24]

### Participações especiais
- C. Thomas Howell como Carson Wolf: Um agente corrupto do DHS, supervisor da "Operação Cerberus" e supervisor de Madani que cruza o caminho de Micro e depois o de Castle.[25]
- Delaney Williams como O'Connor: Um falso veterano do Vietnã e membro da NRA que frequenta os grupos de apoio de Hoyle.
- Geoffrey Cantor como Mitchell Ellison: O editor-chefe do New York Bulletin e o chefe de Page. Cantor reprisa seu papel da série Demolidor.[25]
- Shez Sardar como Ahmad Zubair: Um policial afegão que trabalhou com Madani.
- Jeb Kreager como Gunner Henderson: um veterano do Corpo de Fuzileiros Navais e membro do Esquadrão Cerberus que trabalhou ao lado de Castle e mais tarde ficou recluso ao voltar para casa.
- Clancy Brown como Ray Schoonover: O oficial comandante de Castle no Afeganistão. Brown reprisa seu papel da série Demolidor.[25]
- Tim Guinee como Clay Wilson: o pai de Lewis Wilson, que trabalha para ajudar seu filho a se ajustar à sua vida civil.
- Rob Morgan como Turk Barrett: Um criminoso de baixo nível que opera em Hell's Kitchen e no Harlem. Morgan reprisa seu papel das séries anteriores da Marvel e Netflix.[26]
- Mary Elizabeth Mastrantonio como Marion James: Uma diretora adjunta da CIA.[24]
- Andrew Polk como Morty Bennett
- Rick Holmes como Stan Ori: Um senador dos Estados Unidos que é entrevistado por Karen Page em suas visões de controle de armas.
- Royce Johnson como Brett Mahoney: Um sargento na 15ª Delegacia da NYPD. Johnson reprisa seu papel das séries anteriores da Marvel e Netlfix.
- Houshang Touzie como Hamid Madani: Pai de Dinah, que é médico.

## Episódios

### 1.ª temporada (2017)
| N.º geral | N.º na temp. | Título                                            | Dirigido por   | Escrito por           | Lançamento             |
| --------- | ------------ | ------------------------------------------------- | -------------- | --------------------- | ---------------------- |
| 1         | 1            | "3AM" "Três da Madrugada"                         | Tom Shankland  | Steve Lightfoot       | 17 de novembro de 2017 |
| 2         | 2            | "Two Dead Men" "Dois Homens Mortos"               | Tom Shankland  | Steve Lightfoot       | 17 de novembro de 2017 |
| 3         | 3            | "Kandahar"                                        | Andy Goddard   | Steve Lightfoot       | 17 de novembro de 2017 |
| 4         | 4            | "Resupply" "Reabastecimento"                      | Kari Skogland  | Dario Scardapane      | 17 de novembro de 2017 |
| 5         | 5            | "Gunner"                                          | Dearbhla Walsh | Michael Jones-Morales | 17 de novembro de 2017 |
| 6         | 6            | "The Judas Goat" "O Infiltrado"                   | Jeremy Webb    | Christine Boylan      | 17 de novembro de 2017 |
| 7         | 7            | "Crosshairs" "Na Mira"                            | Andy Goddard   | Bruce Marshall Romans | 17 de novembro de 2017 |
| 8         | 8            | "Cold Steel" "Aço Resfriado"                      | Antonio Campos | Felicia D. Henderson  | 17 de novembro de 2017 |
| 9         | 9            | "Front Toward Enemy" "Este Lado Para os Inimigos" | Marc Jobst     | Angela LaManna        | 17 de novembro de 2017 |
| 10        | 10           | "Virtue of the Vicious" "Virtude dos Maus"        | Jim O'Hanlon   | Ken Kristensen        | 17 de novembro de 2017 |
| 11        | 11           | "Danger Close" "Perigo Próximo"                   | Kevin Hooks    | Felicia D. Henderson  | 17 de novembro de 2017 |
| 12        | 12           | "Home" "Lar"                                      | Jet Wilkinson  | Dario Scardapane      | 17 de novembro de 2017 |
| 13        | 13           | "Memento Mori"                                    | Stephen Surjik | Steve Lightfoot       | 17 de novembro de 2017 |

### 2.ª temporada (2019)
| N.º geral | N.º na temp. | Título                                          | Dirigido por               | Escrito por                      | Lançamento            |
| --------- | ------------ | ----------------------------------------------- | -------------------------- | -------------------------------- | --------------------- |
| 14        | 1            | "Roadhouse Blues" "Briga de Bar"                | Jim O'Hanlon               | Steve Lightfoot                  | 18 de janeiro de 2019 |
| 15        | 2            | "Fight or Flight" "Lutar ou Fugir"              | Jim O'Hanlon               | Steve Lightfoot                  | 18 de janeiro de 2019 |
| 16        | 3            | "Trouble the Water" "Agitar a Água"             | Jeremy Webb                | Ken Kristensen                   | 18 de janeiro de 2019 |
| 17        | 4            | "Scar Tissue" "Cicatrizes do Passado"           | Iain B. MacDonald          | Angela LaManna                   | 18 de janeiro de 2019 |
| 18        | 5            | "One-Eyed Jacks" "O Jogo"                       | Stacie Passon              | Dario Scardapane                 | 18 de janeiro de 2019 |
| 19        | 6            | "Nakazat"                                       | Jamie M. Dagg              | Christine Boylan                 | 18 de janeiro de 2019 |
| 20        | 7            | "One Bad Day" "Um Dia Ruim"                     | Jet Wilkinson              | Felicia D. Henderson             | 18 de janeiro de 2019 |
| 21        | 8            | "My Brother's Keeper" "O Protetor do Meu Irmão" | Michael Offer              | Bruce Marshall Romans            | 18 de janeiro de 2019 |
| 22        | 9            | "Flustercluck" "A Recompensa"                   | Salli Richardson-Whitfield | Steve Lightfoot & Ken Kristense  | 18 de janeiro de 2019 |
| 23        | 10           | "The Dark Hearts of Men" "Coração Sombrio"      | Alex Garcia Lopez          | Steve Lightfoot & Angela LaManna | 18 de janeiro de 2019 |
| 24        | 11           | "The Abyss" "O Abismo"                          | Meera Menon                | Laura Jean Leal                  | 18 de janeiro de 2019 |
| 25        | 12           | "Collision Course" "Rota de Colisão"            | Stephen Kay                | Dario Scardapane                 | 18 de janeiro de 2019 |
| 26        | 13           | "The Whirlwind" "A Tormenta"                    | Jeremy Webb                | Steve Lightfoot                  | 18 de janeiro de 2019 |

## Produção

### Desenvolvimento
Em outubro de 2011, a ABC Studios vendeu um roteiro baseado no Justiceiro para a Fox, que comprometeu-se a encomendar um episódio piloto do projeto. A série seria um drama procedural com duração média de uma hora e narraria a história do detetive da NYPD, Frank Castle, "cujo alter ego é o de um vigilante que busca justiça para os que falharam no sistema judicial." Ed Bernero foi escalado como produtor executivo, porém em maio de 2012, o projeto não seguiu adiante. Um ano depois, os direitos cinematográficos do personagem foram retornados para a Marvel pela Lionsgate. Em junho de 2015, Jon Bernthal foi anunciado no papel de Frank Castle integrando o elenco da segunda temporada da série Demolidor da Marvel na Netflix. Esta série, por sua vez, foi a primeira do conjunto de várias séries em live-action fornecidas à Netflix pela Marvel Television e ABC Studios, com as séries subsequentes apresentando os personagens Jessica Jones, Luke Cage e Punho de Ferro com todos se unindo em uma minissérie baseada nos Defensores.
Em janeiro de 2016, antes do lançamento da segunda temporada de Demolidor, a Netflix estava em "desenvolvimento muito precoce" de uma série spin-off intitulada The Punisher, e estava procurando por um showrunner. A série seria focada em Bernthal (novamente) no papel de Castle, e foi descrita como uma série autônoma, fora da linha de séries que culminariam em Os Defensores. Jeph Loeb, o chefe e produtor executivo da Marvel Television, insinuou que a não haviam instigado o desenvolvimento do spin-off e que estavam concentrados em fazer "os melhores 13 episódios da segunda temporada de Demolidor" na época, mas também declarou: "Eu nunca vou desencorajar uma rede de televisão para não olhar um dos nossos personagens e nos encorajar a fazer mais... Se tivermos sorte o suficiente através do roteiro, através da direção, através do ator que as pessoas querem ver mais do que o personagem, formidável." Um mês depois, Loeb afirmou que os rumores sobre o potencial spin-off eram "algo que as pessoas estão especulando, em oposição a algo que está realmente acontecendo."
Em abril de 2016, a Netflix encomendou oficialmente uma temporada completa de 13 episódios de The Punisher, confirmou o envolvimento de Bernthal e nomeou Steve Lightfoot como produtor executivo e showrunner. Loeb, Cindy Holland e Jim Chory também agiram como produtores executivos. Em dezembro de 2017 a série foi renovada para uma segunda temporada.

### Roteiro
Lightfoot observou que "os anti-heróis com passados sombrios, que são moralmente conturbados, são sempre interessantes para um roteiro". Ao decidir trabalhar em The Punisher, Lightfoot declarou: "Eu fui atraído por um cara que está lidando com o luto – como ele faz isso? ... Nós conversamos muito enquanto desenvolvíamos o show que, uma vez que você segurasse a mão de violência é impossível deixá-la ir. Essa relação com a violência realmente me interessou, não apenas o fato de que ele tem a capacidade de usá-lo, mas também o custo disso." Lightfoot inspirou-se na série de filmes Bourne e no filme Sniper Americano quando ficou engajado no desenvolvimento da série.

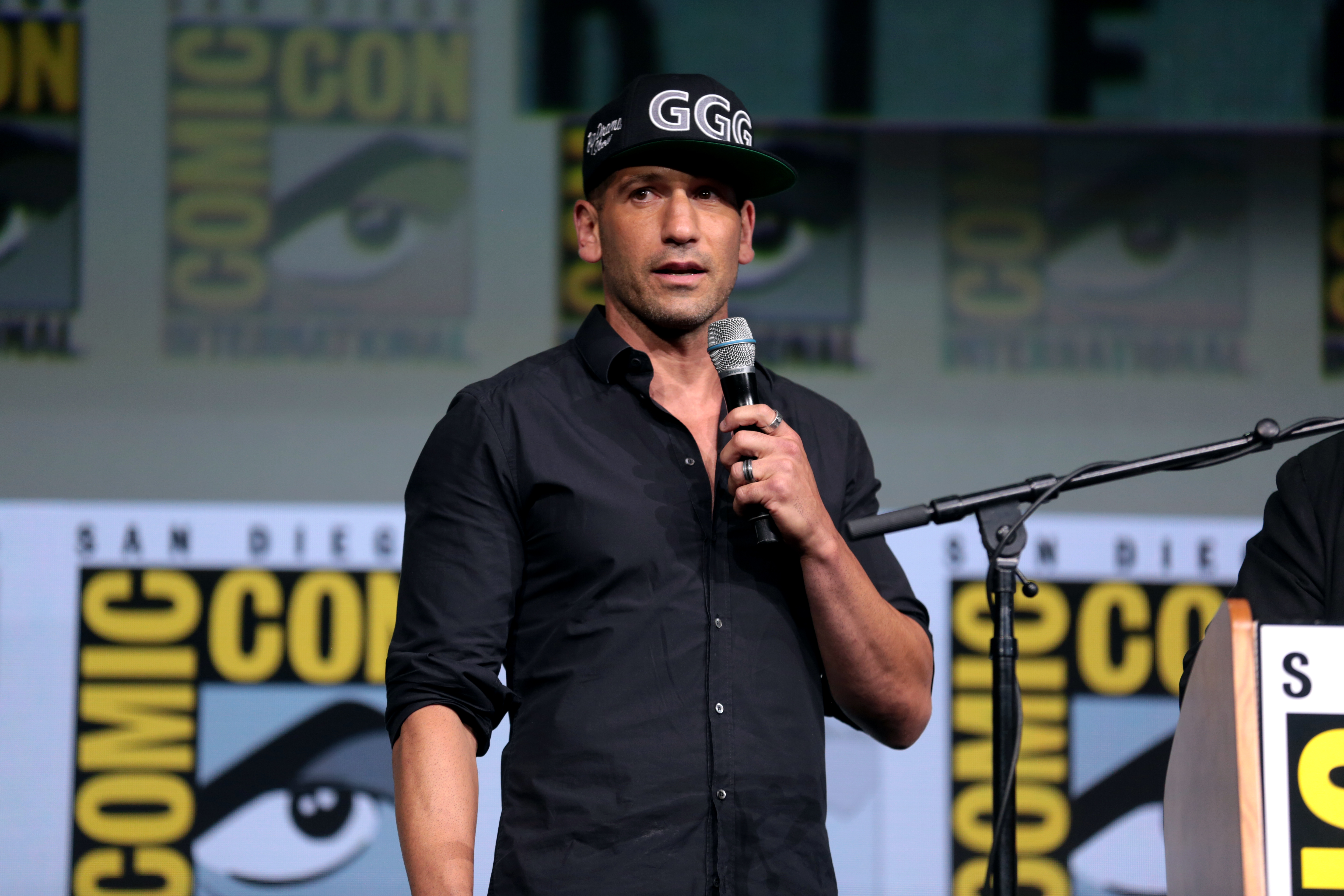
Bernthal promovendo a série The Punisher na San Diego Comic-Con de 2017.

### Escolha do elenco
Bernthal tinha sido escalado como Frank Castle em junho de 2015 para estrelar na segunda temporada de Demolidor, e foi confirmado que reprisaria o papel em um spin-off em abril de 2016. Em setembro do mesmo ano, Ben Barnes foi escalado para uma série com um papel recorrente. No mês seguinte, fotos revelaram que Deborah Ann Woll reprisaria seu papel de Demolidor como Karen Page, Barnes foi anunciado como Billy Russo, enquanto Ebon Moss-Bachrach e Amber Rose Revah também se juntaram à série, como Micro e Dinah Madani, respectivamente. Durante a New York Comic-Con, Bernthal confirmou Woll como personagem recorrente. No final de outubro, a Marvel anunciou o elenco adicional com Daniel Webber como Lewis Walcott, Jason R. Moore como Curtis Hoyle, Paul Schulze como Rawlins, Jaime Ray Newman como Sarah Lieberman e Michael Nathanson como Sam Stein.
Na segunda temporada, Bernthal, Barnes, Revah e Moore reprisaram seus papéis. Eles também são acompanhados por Josh Stewart como John Pilgrim, Floriana Lima como Krista Dumont e Giorgia Whigham como Amy Bendix, que foram escalados para o elenco da série em fevereiro de 2018.

### Filmagens
As filmagens da série aconteceram na cidade de Nova Iorque, incluindo no Brooklyn, e também em Astoria, Queens.

### Música
Em abril de 2017, Tyler Bates foi anunciado para compor a trilha sonora de The Punisher, após ter trabalhado em composições anteriores para os filmes Guardiões da Galáxia e Guardiões da Galáxia Vol. 2, ambos da Marvel.

## Lançamento
The Punisher ficou disponível no serviço de streaming da Netflix em todo o mundo até o dia 28 de fevereiro de 2022. Todos os episódios de cada temporada foram lançados simultaneamente, ao contrário do formato de lançamento comercial normalmente padronizados por séries de televisão, para encorajar maratonas do show, formato este que demonstrou ser bem-sucedido em outras séries da Netflix.
The Punisher, juntamente com as outras séries da Marvel/Netflix, deixaram o catálogo da Netflix em 1º de março de 2022, devido à licença da Netflix para o término da série e à recuperação dos direitos dos personagens pela Disney. Todas as séries produzidas pela Marvel Television que estavam na Netflix passam a integrar o catálogo do Disney+ em alguns territórios em 16 de março de 2022, e posteriormente, em todos os territórios onde o serviço está disponível.

## Recepção

### Resposta da crítica
O site agregador de análises Rotten Tomatoes apresentou um índice de aprovação de 62% com uma nota média de 6.82 de 10 com base em 55 avaliações. O consenso crítico do site diz: "Um início complicado não pôde impedir que The Punisher ultrapassase os limites do universo da Marvel na TV com uma nova abordagem de thriller de ação derivado dos quadrinhos." O Metacritic, que utiliza um sistema de média ponderada aritmética, atribuiu uma classificação de 55 de 100, com base em 20 avaliações, indicando "análises mistas ou médias".

### Prêmios e indicações
| Ano  | Prêmio        | Categoria                      | Indicado(s)  | Resultado | Ref.   |
| ---- | ------------- | ------------------------------ | ------------ | --------- | ------ |
| 2018 | Saturn Awards | Melhor Ator                    | Jon Bernthal | Pendente  | [ 58 ] |
| 2018 | Saturn Awards | Melhor Nova Série de Televisão | The Punisher | Pendente  | [ 58 ] |